# Digte af sangenes bog af Holger Drachmann
Digte af sangenes bog af Holger Drachmann is een compositie van Christian Sinding. De titel vanuit het Noors vertaald levert op Gedichten uit een liedboek van Holger Drachmann. Sinding schreef dus muziek bij een liedboek. Het liedboek van Drachmann uit 1889 bevat echter geen muziek. De tiental liederen zijn gedurende de 20e eeuw in de vergetelheid geraakt, maar kende een glorieuze start. De eerste uitvoering werd namelijk verzorgd door Edvard Grieg achter de piano en Nina Grieg als sopraan. Tegenvaller zal zijn geweest, dat alleen de eerste zes liederen ten gehore werden gebracht. Het concert, waar ook de Suite voor viool en piano en het Pianokwintet van Sinding warden uitgevoerd vond plaats op 28 november 1891 in de Brødrene Hals Zaal.
De tien liederen luiden:
1. Landevejs-Salmer 1: O mo’r,  vor gamle mo’r
2. Landevejs-Salmer 2: Støvskyer stiger for hvert et skrit
3. Landevejs-Salmer 3: Da maanen stod bag skyer
4. Digte fra levante 1: Tro
5. Digte fra levante 2: Bosporus! Den bølge sukker
6. Digte fra levante 3: Frygteligt, nar vi vil tænke
7. Digte fra levante 4: Ofte du  sang for de Andre
8. Nirwana
9. Der er paa fjældenes de høje Vidder
10. Der gives stjerner